# Veliko Polje (Lukač)
Veliko Polje (Hongaars: Lukács) is een plaats in de gemeente Lukač in de Kroatische provincie Virovitica-Podravina. De plaats telt 422 inwoners (2001).
Voorheen was dit een Hongaarse enclave, in 1910 was nog 94% van de bevolking etnisch Hongaars. Nadat het gebied in 1920 onderdeel werd van Joegoslavië nam het aantal Hongaren stap voor stap af. De laatste Hongaren verdwenen in de Balkanoorlogen in de jaren '90 van de vorige eeuw.